# Estadio Nacional del Partido Nacional Fascista
El Stadio Nazionale del Partito Nazionale Fascista (en español: Estadio Nacional del
Partido Nacional Fascista), conocido popularmente como el viejo Stadio Torino, fue un estadio multiusos principalmente dedicado a la práctica del fútbol, situado en la ciudad de Roma, capital del Lacio y de Italia. Sirvió de sede habitual a la S.S. Lazio y a la A.S. Roma.

## Historia
El estadio fue construido en 1911 con ocasión de las celebraciones del cincuentenario de la unificación italiana y remodelado en 1927, denominandose Stadio del Partito Nazionale Fascista, emplazado en el área del Stadio Nazionale. Fue cerrado en 1953 y demolido en 1957 para dar paso a un nuevo estadio: el Stadio Flaminio.

## Partidos del Mundial de 1934
En el Stadio Nazionale del Partito Nazionale Fascista se jugaron los siguientes encuentros:
| 27 de mayo de 1934, 16:30 | Italia                                                            | 7:1 (3:0) | Estados Unidos | Stadio Nazionale PNF, Roma                                      |                                                                 |
|                           | Schiavio 18', 29', 64' · Orsi 20', 69' · Ferrari 63' · Meazza 90' | Reporte   | Donelli 57'    | Asistencia: 25.000 espectadores Árbitro(s): René Mercet (Suiza) | Asistencia: 25.000 espectadores Árbitro(s): René Mercet (Suiza) |

| 3 de junio de 1934, 16:30 | Checoslovaquia        | 3:1 (1:0) | Alemania  | Stadio Nazionale PNF, Roma                                              |                                                                         |
|                           | Nejedlý 21', 69', 80' | Reporte   | Noack 62' | Asistencia: 15.000 espectadores Árbitro(s): Rinaldo Barlassina (Italia) | Asistencia: 15.000 espectadores Árbitro(s): Rinaldo Barlassina (Italia) |

| 10 de junio de 1934, 17:30 | Italia                  | 2:1 (1:1, 1:0) | Checoslovaquia | Stadio Nazionale PNF, Roma                                       |                                                                  |
|                            | Orsi 81' · Schiavio 95' | Reporte        | Puč 71'        | Asistencia: 55.000 espectadores Árbitro(s): Ivan Eklind (Suecia) | Asistencia: 55.000 espectadores Árbitro(s): Ivan Eklind (Suecia) |